# Jim Brown (1908–1994)
James “Jim” Brown, född 31 december 1908 i Kilmarnock, Skottland, död 9 november 1994 i Berkeley Heights, New Jersey, var en amerikansk fotbollsspelare.

## Klubbkarriär
Brown var född och uppvuxen i Skottland, men flyttade till USA 1927 för att finna sin far som hade övergivit familjen i Skottland några år tidigare och flyttat till USA. Väl i USA började Brown spela fotboll, först i amatörklubben Bayonne Rovers och senare i ett stort antal olika proffsklubbar runt om i New York. I slutet av 1931 när han spelade i Newark Americans började den amerikanska proffsligan American Soccer League att kollapsa och han valde då att flytta tillbaka till de brittiska öarna.
Ryktet om Brown hade nått Skottland och England och ett flertal klubbar väntade när båten han färdades med närmade sig hamnen. Manchester Uniteds tränare Scott Duncan tog en bogserbåt ut och mötte Brown på båten. Brown skrev på ett kontrakt med Manchester United innan han hade gått i land. Väl i Manchester spelade han två säsonger i United och gjorde sjutton mål på fyrtio matcher, men han gjorde sig samtidigt impopulär hos klubbledningen då han var en förespråkare för ett spelarfack. Det gjorde att han såldes till Brentford FC, men inte heller där var han särskilt omtyckt av klubbledningen och han fick endast spela en match med a-laget innan han därefter såldes återigen, denna gång till Tottenham Hotspur. Inte heller där fick han mycket speltid och hamnade därefter i Guildford City FC i ett par år innan han flyttade tillbaka till Skottland och Clyde FC där han fick avsluta karriären på grund av skador.

## Landslagskarriär
Brown blev 1930 uttagen till USA:s VM-trupp till det allra första världsmästerskapet i fotboll i Uruguay. Det togs inte så hårt på nationalitet i det amerikanska fotbollsförbundet vid uttagningarna till landslaget till VM och Brown som var skotte blev uttagen då hans far var amerikansk medborgare.
Väl på plats i Montevideo där turneringen avgjordes fick Brown spela båda gruppspelsmatcherna mot Belgien och Paraguay. Han spelade även i semifinalen mot Argentina där han till slut satte USA:s tröstmål till 6-1 i den 89:e matchminuten. Han spelade ytterligare en officiell landskamp till mot Brasilien under en rundresa efter VM som landslaget gjorde i Sydamerika. Efter det spelade han aldrig mer i landslaget.

## Tränarkarriär
Efter att han slutat spela fotboll 1939 återgick han till sitt gamla jobb på ett skeppsvarv i Skottland, men 1948 flyttade han tillbaka till USA och blev då tränare för Greenwich High Schools fotbollslag. När hans son George började spela för Greenport United blev Jim spelande tränare för laget. Efter det tränade han Brunswick Schools fotbollslag i tjugotvå år och under några år var han samtidigt tränare för proffslaget Elizabeth Falcons.